# Saawan: The Love Season
Saawan: The Love Season (Name eines Monats des hinduistischen Kalenders (Juli-August)) ist ein Bollywood-Film aus dem Jahr 2006.

## Handlung
Kajal und Raj treffen sich in einer Kapstadter Disco und werden als das beste Tanzpaar ausgezeichnet. Raj verliebt sich und versucht Kajals Zuneigung zu gewinnen. Kajal weist ihn immer wieder ab, doch letztendlich wird sie von seinen Gefühlen überzeugt. Während ihre Familien alles zur Hochzeit vorbereiten, trifft Kajal einen seltsamen Mann, der ihr bei einem Autounfall das Leben rettet. Er sagt ihr, dass ihr Vater an ihrem Geburtstag sterben wird. Kajal hält ihn zuerst für einen Wahnsinnigen, doch als sich seine Prophezeiung bewahrheitet, und als sie ihn noch einige Male bei Ausnahmesituationen trifft, glaubt sie an seine außergewöhnliche Fähigkeit die Zukunft vorherzusehen. Eines Tages, als sie dem Wahrsager wieder auf der Straße begegnet, folgt sie ihm bis in sein Haus und bittet ihn, ihr über ihre Zukunft zu erzählen. Er teilt ihr mit, dass sie am nächsten Freitag sterben wird.